# Зименки (Вачский район)
Зименки — деревня в Вачском районе Нижегородской области. Входит в состав Чулковского сельсовета.
Находится, в отличие от основной части района, на левом берегу Оки.

## История
В окладных книгах 1678 года деревня входила в состав Бабасовского прихода, в ней было 4 двора бобыльских.
В XIX — первой четверти XX века деревня входила в состав Степаньковской волости Гороховецкого уезда Владимирской губернии, с 1926 года — в составе Фоминской волости Муромского уезда. В 1859 году в деревне числилось 15 дворов, в 1905 году — 30 дворов, в 1926 году — 36 дворов.
С 1868 года в Зименках действовал «конский рысистый завод» И. А. Бурцова на шесть голов.

## Население
| 1859 | 1905 | 1926 | 1999 | 2002 | 2010 |
| ---- | ---- | ---- | ---- | ---- | ---- |
| 136  | ↗181 | ↘179 | ↘14  | ↘12  | ↘0   |

## Зименки в наши дни
По оценке газеты «Нижегородские новости», в 2006 году деревня Зименки была «очень малочисленна».
9 июля 2010 года деревня была уничтожена пожаром, разгоревшимся из-за сильной жары. Вследствие крайне плохой транспортной доступности деревни пожарные не успели на место происшествия.

## Известные личности, связанные с Зименками
- Александр Васильевич Матвеев — Герой Советского Союза, полковник (1921—1982). Родился в Зименках.[13]